# Kajsa Mohammar
Kajsa Helena Mohammar (nacida el 1 de septiembre de 1990 en Estocolmo) es una actriz y modelo sueca. Hizo su debut actoral en el 2017 cuando apareció en un episodio de la serie de televisión británica Endeavour antes de obtener un papel en la película Viking Destiny en el 2018. Durante sus años de escuela secundaria, asistió a la escuela secundaria de Södra Latin en Estocolmo, donde estudió actuación.
En 2023, Mohammar aparece en el remake de la película de Disney La sirenita, en donde interpreta el papel de Karina.

## Filmografía

### Películas
- 2018 - Viking Destiny[1]
- 2020 - Eurovision Song Contest: The Story of Fire Saga
- 2020 - Misbehaviour
- 2023 - La Sirenita[2]
- 2024 - Dune: Part Two

### Televisión
- 2017 - Endeavour[3]